# Parque nacional Montañas Bunya
Montañas Bunya es un parque nacional en Queensland (Australia). El parque incluye gran parte de una cadena montañosa llamada Montañas Bunya. Está ubicado a 1448 km al noroeste de Brisbane, 63 km al noreste de Dalby y a 58 km al suroeste de Kingaroy.
El parque es conocido por su abundante vida salvaje y sus panoramas espectaculares. El clima templado de la cordillera se refleja en temperaturas bajas de la mañana y la noche. El parque se accesa por caminos abruptos y tortuosos y cuenta con buenos servicios como terrenos de campaña, una extensiva red de senderos a pie varios lugares para hacer pícnic.
Tribus de aborígenes australianos fueron los primeros en poblar las montañas.
Durante los años 1860 el parque fue talado por el cedro rojo y los aborígenes fueron expulsados.  El último aserradero en las montañas fue cerrado en 1945.

## Datos
- Área: 117 km²
- Coordenadas: 26°47′58″S 151°32′13″E / -26.79944, 151.53694
- Fecha de Creación: 1978
- Administración: Servicio para la Vida Salvaje de Queensland
- Categoría IUCN: II

## Fauna
El parque es albergue de más de 200 anfibios y reptiles, así como de marsupiales como los pademelones, el pósum cola de anillo de la Montaña Bunya y el walabí de roca. Hay 120 especies de aves incluyendo el águila audaz,  pavo de matorral, azores australianos, loros rey, pinzones, aves Cinclosomatidáceas y aves de emparrado satinadas.

## Flora
Se estima que algunos de los pinos bunya tienen hasta 600 años de edad y 25 metros de alto. Los bosques contienen ortiguas, frambuesas silvestres, muchas trepadoras y sitios de helechos.

## Imágenes

### Panoramas

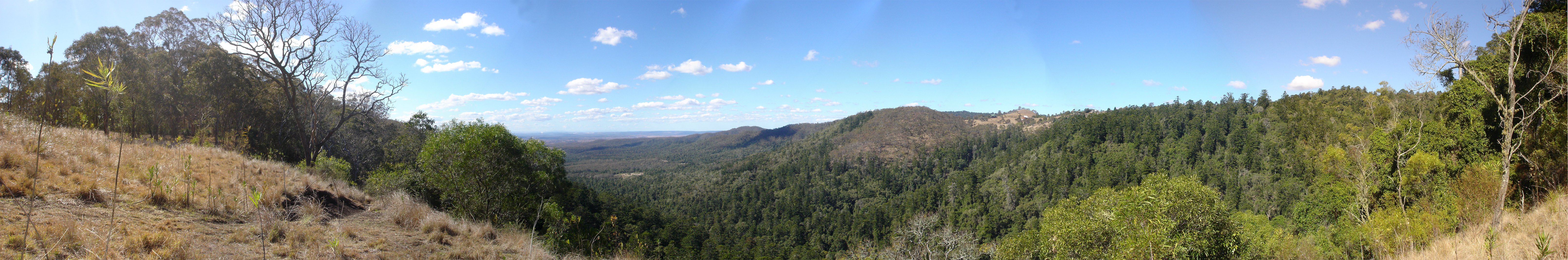
Vista desde el noreste de las Montañas Azules sobre las regiones de Lower Burnett y Kingaroy.

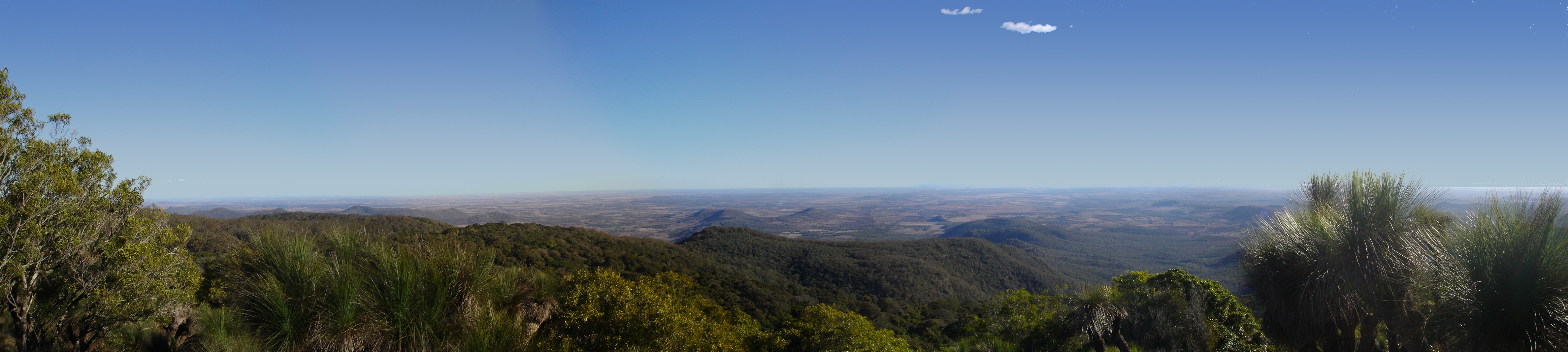
Vista desde el sureste del monte Kiangarow en las Montañas Azules sobre el área de Darling Downs.

.

### Galería

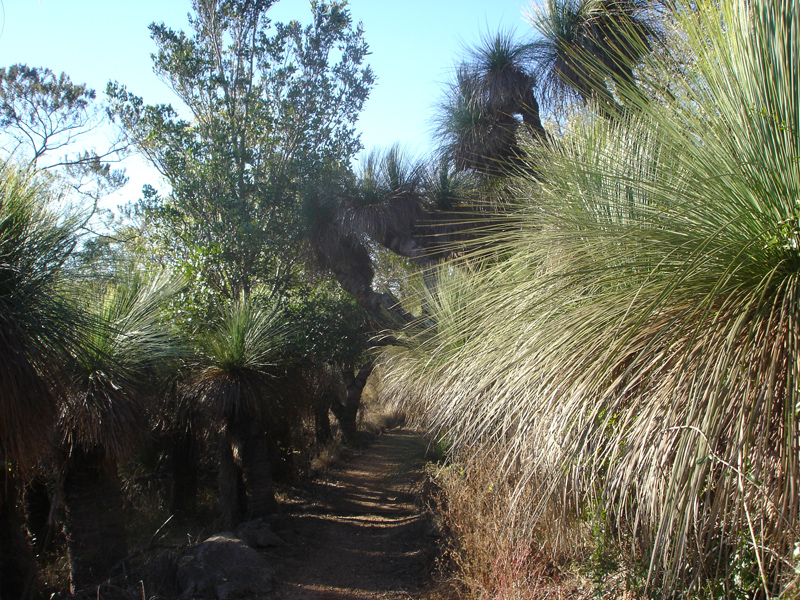
Xanthorrhoea (hierbas árbol) bordean el camino a Monte Kiangarow
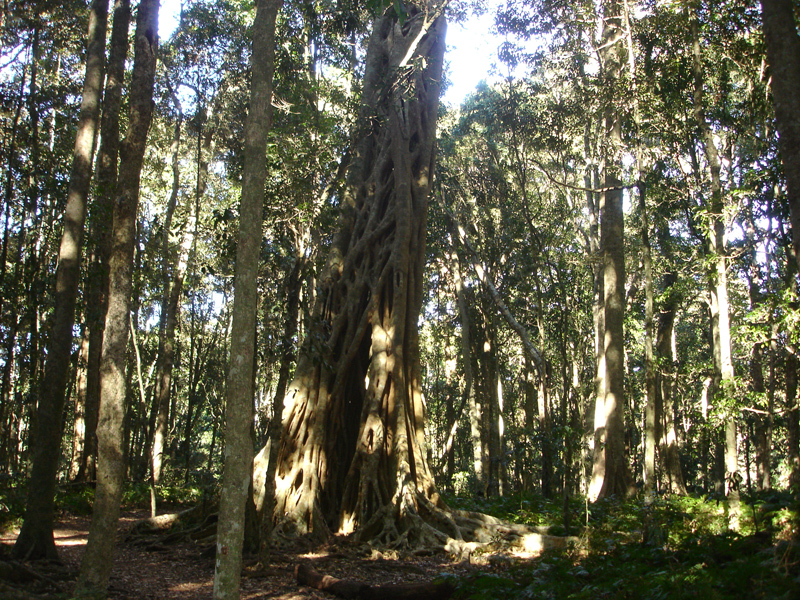
Una higuera estranguladora en el Parque Nacional
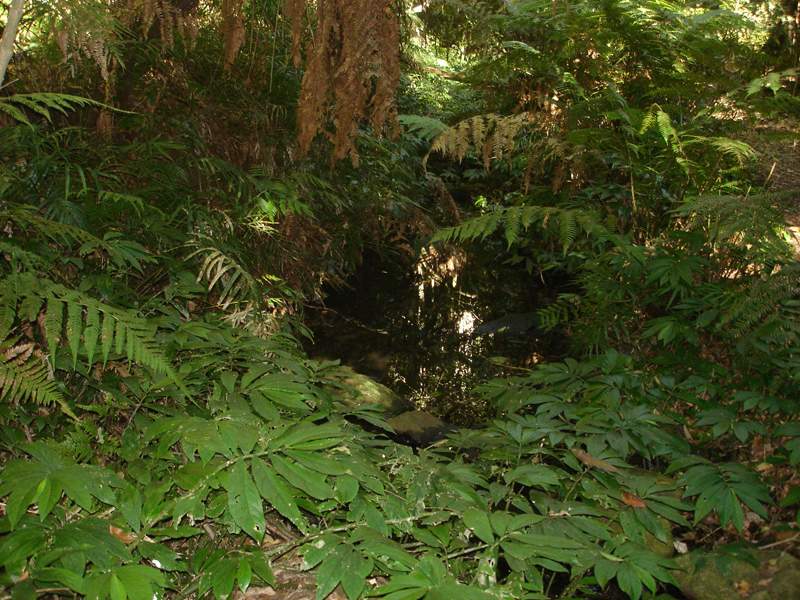
Un arroyo pequeño
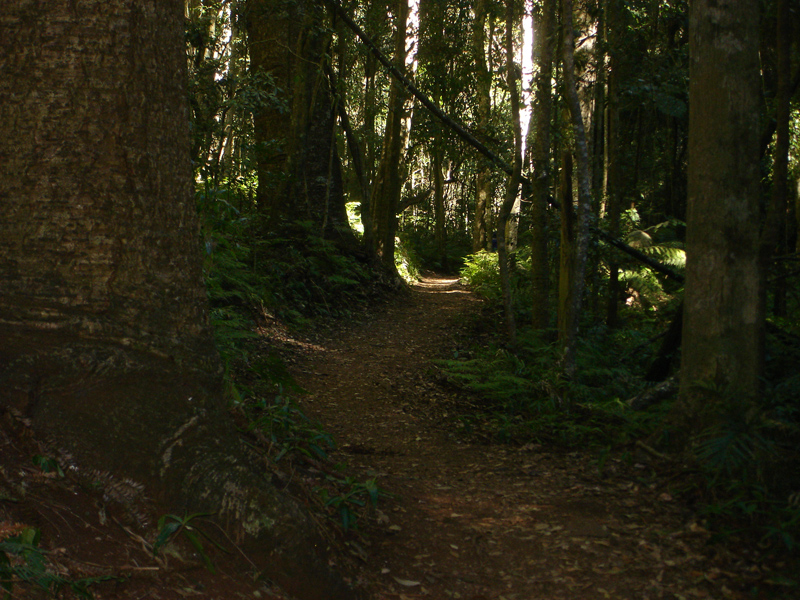
Un camino a pie cerca de Dandabah
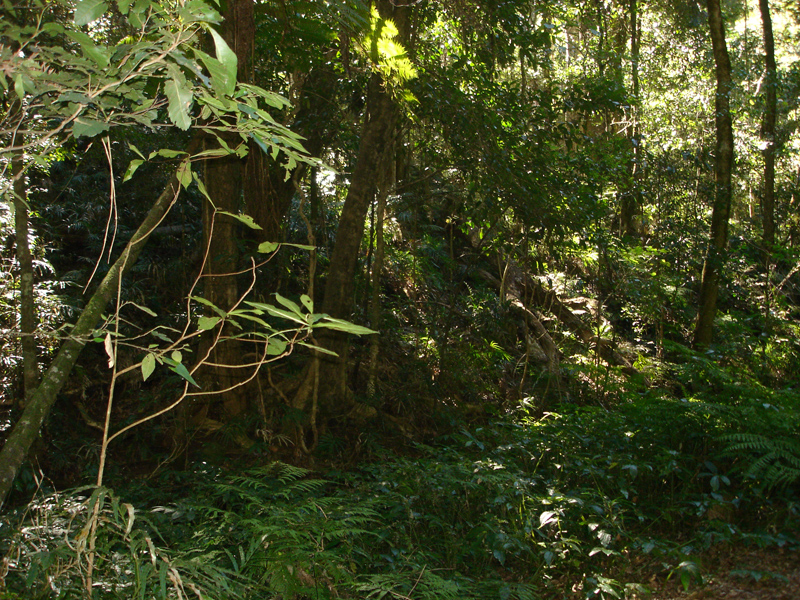
Una vista del bosque lluvioso en uno de los muchos senderos en el parque
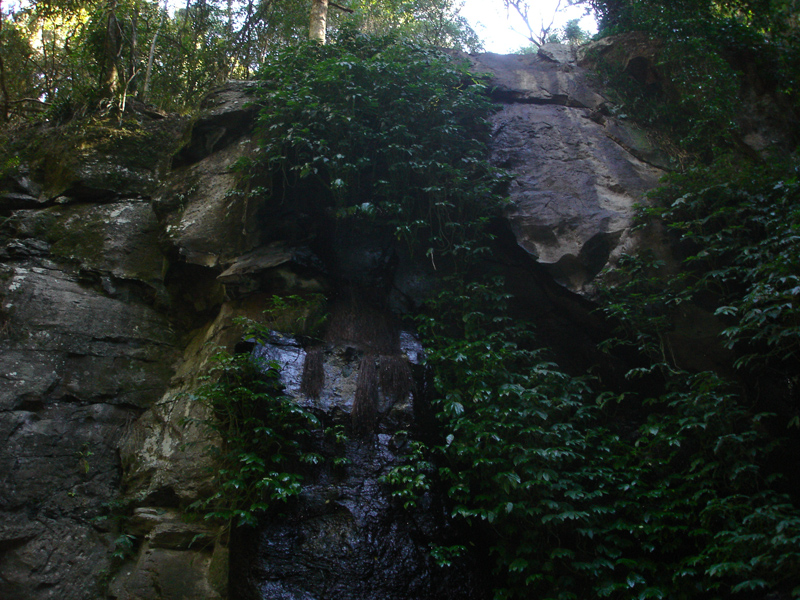
Cataratas Festoon, casi secas debido a la sequía en el 2006. Una de las muchas cataratas en el Parque Nacional.